# 8145 Valujki
8145 Valujki eller 1983 RY4 är en asteroid i huvudbältet som upptäcktes den 5 september 1983 av den sovjetisk-ryska astronomen Ljudmila Zjuravljova vid Krims astrofysiska observatorium på Krim. Den är uppkallad efter den ryska staden Valujki.
Asteroiden har en diameter på ungefär 7 kilometer.